# Oscary honorowe i specjalne
Oscary honorowe – przyznawane są za całokształt osiągnięć dla wybitnych twórców kina światowego, za wkład w rozwój technologii filmowej oraz za propagowanie sztuki filmowej.
Oscary specjalne są przyznawane za jednostkowe dokonania w dziedzinach (jak aktorstwo dziecięce) nieobjętych kategoriami nagród głównych. Niektóre z kategorii specjalnych (film obcojęzyczny, efekty wizualne, efekty dźwiękowe) ostatecznie stały się oddzielnymi kategoriami Oscarów.

## Laureaci

### 1920–1929
1927/28
- Warner Bros – za produkcję filmu Śpiewak jazzbandu
- Charles Chaplin – film Cyrk

1928/29
- nieprzyznana

1929/30
- nieprzyznana

### 1930–1939
1931
- nieprzyznana

1932
- Walt Disney – za stworzenie postaci Myszki Miki

1933
- nieprzyznana

1934
- Shirley Temple – za rolę dziecięcą

1935
- D.W. Griffith – za całokształt twórczości reżyserskiej

1936
- March of Time – za rewolucyjny wkład do kroniki filmowej i wkład w rozwój sztuki filmowej
- W. Howard Greene i Harold Rosson – za zastosowanie kolorowych zdjęć w filmie Ogród Allaha

1937
- The Museum of Modern Art Film Library – za propagowanie sztuki filmowej
- Edgar Bergen – za kreację postaci Charlie McCarthy
- Mack Sennett – za całokształt twórczości reżyserskiej
- W. Howard Greene – za zastosowanie kolorowych zdjęć w filmie Narodziny gwiazdy

1938
- J. Arthur Ball – za filmowanie w kolorze i inne innowacje
- Harry M. Warner – za historyczny film krótkometrażowy
- Walt Disney – za osiągnięcia przy tworzeniu filmu Królewna Śnieżka i siedmiu krasnoludków
- Spawn Of North – za efekty specjalne stworzone w Paramount Pictures w składzie: Gordon Jennings, Jan Domela, Devereaux Jennings, Irmin Roberts, Art Smith, Farciot Edouart, Loyal Griggs, Loren L. Ryder, Harry D. Mills, Louis Mesenkop, Walter Oberst
- Oliver Marsh i Allen Davey – za zastosowanie kolorowej kinematografii w filmie Sweethearts
- Deanna Durbin i Mickey Rooney – za dziecięce aktorstwo

1939
- Jean Hersholt, Ralph Morgan, Ralph Block i Conrad Nagel z Motion Picture Relief Fund – za działalność społeczną
- Technicolor – za rozwój trójkolorowej fotografii
- Douglas Fairbanks – za całokształt pracy aktorskiej
- William Cameron Menzies – za wybitne osiągnięcia w fotografii kolorowej w filmie Przeminęło z wiatrem
- Judy Garland – za dziecięce aktorstwo w filmie Czarnoksiężnik z Oz

### 1940–1949
1940
- Bob Hope – za zasługi dla przemysłu filmowego
- płk Nathan Levinson – za udział w tworzeniu filmów szkoleniowych dla armii USA

1941
- Rey Scott – za film 'Kukan': The Battle Cry of China, dokumentalną relację z rewolucji chińskiej
- Walt Disney, technicy dźwięku, oraz RCA Manufacturing Company – za realizację pełnometrażowego filmu animowanego Fantazja
- Leopold Stokowski – za wkład w realizację pełnometrażowego filmu animowanego Fantazja
- Brytyjskie Ministerstwo Informacji – za dokumentalny film Target for Tonight

1942
- Metro-Goldwyn-Mayer – za serię filmów Andy Hardy
- Charles Boyer – za utworzenie French Research Foundation
- Noël Coward – za film Nasz okręt

1943
- George Pal – za całokształt twórczości reżyserskiej

1944
- Bob Hope – za służbę Akademii Filmowej
- Margaret O’Brien – za dziecięcą rolę filmową

1945
- Daniel J. Bloomberg z Republic Studio – za stworzenie nowoczesnego studia nagrań
- Walter Wanger – za sześcioletnią służbę jako prezydent Akademii Filmowej
- The House I Live In – za film krótkometrażowy krzewiący tolerancje
- Peggy Ann Garner – za dziecięcą rolę filmową

1946
- Ernst Lubitsch – za całokształt twórczości reżyserskiej
- Harold Russell – za film Najlepsze lata naszego życia
- Laurence Olivier – za aktorstwo i reżyserię filmu Henryk V
- Claude Jarman Jr. – za dziecięcą rolę w filmie Roczniak

1947
- płk. Willima N. Selig, Albert E. Smith, Thomas Armat i George K. Spoor – Za pionierską działalność filmową
- Bill And Coo – wybitne osiągnięcie w dziedzinie filmu dziecięcego
- Dzieci ulicy – najlepszy film obcojęzyczny  Włochy
- James Baske – za rolę wujka Remusa w filmie Pieśń Południa

1948
- Sid Grauman – za całokształt pracy aktorskiej
- Adolph Zukor – za wybitne osiągnięcia jako producent
- Walter Wanger – za film Joan of Arc
- Monsieur Vincent – najlepszy film obcojęzyczny  Francja
- Ivan Jandl – za dziecięcą rolę filmową
- Jean Hersholt – za zasługi jako prezes Akademii

1949
- Fred Astaire – za całokształt pracy aktorskiej
- Cecil B. DeMille – za całokształt osiągnięć
- Jean Hersholt – za zasługi dla przemysłu filmowego
- Złodzieje rowerów – najlepszy film obcojęzyczny  Włochy
- Bobby Driscoll – za dziecięcą rolę filmową

### 1950–1959
1950
- Louis B. Mayer – za wybitne osiągnięcia jako producent
- George Murphy – za krytykę filmową i propagowanie sztuki filmowej
- Mury Malapagi – najlepszy film obcojęzyczny  Francja i  Włochy

1951
- Gene Kelly – za całokształt pracy aktorskiej
- Rashōmon – najlepszy film obcojęzyczny  Japonia

1952
- Merian C. Cooper – za wybitne osiągnięcia jako producent
- Bob Hope – za wybitny wkład w Akademię Filmową
- Harold Lloyd – za całokształt pracy aktorskiej
- George Alfred Mitchell – za wybitne osiągnięcia w pracy kamerą
- Joseph M. Schenck – za wybitne osiągnięcia jako producent
- Zakazane zabawy – najlepszy film obcojęzyczny  Francja

1953
- Henri Chrétien oraz Earl Sponable, Sol Halprin, Lorin Grignon, Herbert Bragg i Carl Faulkner z 20th Century Fox Film Corporation – za stworzenie i rozwój technologii CinemaScope
- Bell and Howell Company – za wkład w rozwój technologii filmowej
- Joseph I. Breen – za opracowanie Motion Picture Code
- Pete Smith – za całokształt pracy aktorskiej

1954
- Bausch & Lomb Optical Company – za wkład w rozwój technologii filmowej
- Greta Garbo – za całokształt pracy aktorskiej
- Danny Kaye – za wybitną grę aktorską
- Kemp R. Niver – za rozwój procesu technologicznego Renovare Process
- Wrota piekieł – najlepszy film obcojęzyczny  Japonia
- Jon Whiteley – za dziecięcą rolę filmową w filmie The Kidnappers
- Vincent Winter – za rolę w filmie The Kidnappers

1955
- Samuraj – najlepszy film obcojęzyczny  Japonia

1956
- Eddie Cantor – za całokształt osiągnięć jako scenarzysta i aktor

1957
- The Society of Motion Picture and Television Engineers – za wkład w rozwój technologii filmowej
- Gilbert M. „Broncho Billy” Anderson – za całokształt osiągnięć jako reżyser i aktor
- Charles Brackett – za całokształt osiągnięć jako scenarzysta
- B.B. Kahane – za całokształt osiągnięć jako producent

1958
- Maurice Chevalier – za całokształt pracy aktorskiej

1960
- Buster Keaton – za wybitne osiągnięcia w twórczości filmowej
- Lee De Forest – za pionierskie innowacje w filmie dźwiękowym

### 1960–1969
1960
- Gary Cooper – za całokształt pracy aktorskiej
- Stan Laurel – za wybitne osiągnięcia w twórczości filmowej
- Hayley Mills – za aktorstwo dziecięce w filmie Pollyanna

1961
- Fred L. Metzler – za całokształt osiągnięć
- Jerome Robbins – za całokształt osiągnięć jako reżyser i choreograf
- William L. Hendricks Marine Corps – za film propagandowy A Force in Rediness

1962
- nieprzyznana

1963
- nieprzyznana

1964
- William Tuttle – za makijaż w filmie 7 Faces of Dr. Lao

1965
- Bob Hope – za całokształt pracy aktorskiej

1966
- Y. Frank Freeman – za całokształt osiągnięć
- Yakima Canutt – za innowacje technologiczne

1967
- Arthur Freed – za całokształt osiągnięć jako producent i kompozytor muzyki filmowej

1968
- John Chambers – za makijaż w filmie Planeta małp
- Onna White – za choreografię do filmu Oliver!

1969
- Cary Grant – za całokształt pracy aktorskiej

### 1970–1979
1970
- Lillian Gish – za całokształt pracy aktorskiej
- Orson Welles – za całokształt osiągnięć jako reżyser i aktor

1971
- Charles Chaplin – za całokształt osiągnięć jako reżyser i aktor

1972
- Charles S. Boren – za wybitne osiągnięcia w pracy związkowej (w związkach zawodowych pracowników przemysłu filmowego)
- Edward G. Robinson – za całokształt pracy aktorskiej

1973
- Henri Langlois – za całokształt osiągnięć jako reżyser
- Groucho Marx – za całokształt pracy aktorskiej

1974
- Howard Hawks – za całokształt osiągnięć jako reżyser
- Jean Renoir – za całokształt osiągnięć jako reżyser i scenarzysta

1975
- Mary Pickford – za całokształt pracy aktorskiej

1976
- nieprzyznana

1977
- Margaret Booth – za całokształt pracy jako montażysta filmu

1978
- Muzeum Sztuki Nowoczesnej w Nowym Jorku, Wydział Filmowy – za propagowanie sztuki filmowej
- Walter Lantz – Za całokształt osiągnięć jako reżyser
- Laurence Olivier – za całokształt pracy aktorskiej
- King Vidor – za nieporównywalne osiągnięcia jako innowacyjny twórca filmowy
- Alfred Hitchcock – za całokształt jako reżyser

1979
- Hal Elias – za całokształt pracy aktorskiej
- Alec Guinness – za całokształt pracy aktorskiej

### 1980–1989
1980
- Henry Fonda – za całokształt pracy aktorskiej

1981
- Barbara Stanwyck – za całokształt pracy aktorskiej

1982
- Mickey Rooney – za całokształt pracy aktorskiej

1983
- Hal Roach – za całokształt osiągnięć jako reżyser

1984
- James Stewart – za całokształt pracy aktorskiej
- National Endowment for the Arts – za propagowanie sztuki filmowej

1985
- Paul Newman – za całokształt pracy aktorskiej
- Alex North – za muzykę filmową

1986
- Ralph Bellamy – za całokształt pracy aktorskiej

1987
- nieprzyznana

1988
- National Film Board of Canada – za wkład w rozwój sztuki filmowej
- Eastman Kodak Company – za wkład w rozwój technologii filmowej

1989
- Akira Kurosawa – za całokształt osiągnięć jako reżyser

### 1990–1999
1990
- Sophia Loren – za całokształt pracy aktorskiej
- Myrna Loy – za całokształt pracy aktorskiej

1991
- Satyajit Ray – za całokształt osiągnięć jako reżyser i scenarzysta

1992
- Federico Fellini – za całokształt osiągnięć jako reżyser

1993
- Deborah Kerr – Za całokształt pracy aktorskiej

1994
- Michelangelo Antonioni – za całokształt osiągnięć jako reżyser

1995
- Kirk Douglas – za całokształt pracy aktorskiej
- Chuck Jones – za całokształt osiągnięć jako reżyser

1996
- Michael Kidd – za całokształt osiągnięć jako reżyser i choreograf

1997
- Stanley Donen – za całokształt osiągnięć jako reżyser

1998
- Elia Kazan – za całokształt osiągnięć jako reżyser

1999
- Andrzej Wajda – za całokształt osiągnięć jako reżyser

### 2000–2009
2000
- Ernest Lehman – za całokształt osiągnięć jako scenarzysta
- Jack Cardiff – za całokształt osiągnięć jako reżyser i operator

2001
- Sidney Poitier – za całokształt pracy aktorskiej
- Robert Redford – za całokształt pracy aktorskiej

2002
- Peter O’Toole – za całokształt pracy aktorskiej

2003
- Blake Edwards – za całokształt osiągnięć jako scenarzysta, reżyser i producent

2004
- Sidney Lumet – za całokształt osiągnięć jako reżyser

2005
- Robert Altman – za całokształt osiągnięć jako reżyser

2006
- Ennio Morricone – za całokształt osiągnięć jako twórca muzyki filmowej

2007
- Robert F. Boyle – za całokształt osiągnięć jako scenograf

2008
- nieprzyznana

2009
- Lauren Bacall – za całokształt pracy aktorskiej
- Gordon Willis – za całokształt osiągnięć jako operator
- Roger Corman – za całokształt osiągnięć jako reżyser i producent

### 2010–2019
2010
- Jean-Luc Godard – za całokształt osiągnięć jako reżyser
- Eli Wallach – za całokształt pracy aktorskiej
- Kevin Brownlow – za całokształt pracy jako dokumentalista i historyk kina

2011
- James Earl Jones – za całokształt pracy aktorskiej
- Dick Smith – za całokształt pracy jako charakteryzator

2012
- Hal Needham – za całokształt pracy jako kaskader filmowy
- D.A. Pennebaker – za całokształt osiągnięć jako reżyser dokumentalista
- George Stevens Jr. – za całokształt osiągnięć jako producent filmowy i telewizyjny

2013
- Steve Martin – za całokształt pracy aktorskiej
- Angela Lansbury – za całokształt pracy aktorskiej
- Piero Tosi – za całokształt osiągnięć jako kostiumograf

2014
- Jean-Claude Carrière – za całokształt pracy jako scenarzysta filmowy
- Hayao Miyazaki – za całokształt osiągnięć jako reżyser filmów anime
- Maureen O’Hara – za całokształt pracy aktorskiej

2015
- Gena Rowlands – za całokształt pracy aktorskiej
- Spike Lee – za całokształt osiągnięć jako reżyser

2016
- Jackie Chan – za całokształt pracy aktorskiej
- Frederick Wiseman – za całokształt pracy jako reżyser dokumentalista
- Anne V. Coates – za całokształt pracy jako montażystka
- Lynn Stalmaster – za całokształt pracy jako reżyser castingu

2017
- Donald Sutherland – za całokształt pracy aktorskiej
- Owen Roizman – za całokształt pracy jako operator
- Agnès Varda – za całokształt pracy jako reżyserka
- Charles Burnett – za całokształt pracy jako reżyser

2018
- Cicely Tyson – za całokształt pracy aktorskiej
- Lalo Schifrin – za całokształt osiągnięć jako twórca muzyki filmowej
- Marvin Levy

2019
- David Lynch – za całokształt osiągnięć jako reżyser
- Lina Wertmüller – za całokształt osiągnięć jako reżyserka
- Wes Studi – za całokształt pracy aktorskiej

### 2020–2029
2020
- nieprzyznana

2021
- Samuel L. Jackson – za całokształt pracy aktorskiej
- Elaine May – za całokształt pracy jako scenarzystka, aktorka i reżyserka
- Liv Ullmann – za całokształt pracy aktorskiej

2022
- Peter Weir – za całokształt osiągnięć jako reżyser
- Diane Warren – za całokształt osiągnięć jako twórczyni muzyki filmowej
- Euzhan Palcy – za całokształt osiągnięć jako reżyserka
- Michael J. Fox – za wieloletnią pracę na rzecz walki z chorobą Parkinsona

2023
- Angela Bassett – za całokształt pracy aktorskiej
- Mel Brooks – za całokształt pracy reżyserskiej
- Carol Littleton – za całokształt pracy w dziedzinie montażu filmowego